# Alchemilla nafarroana
Alchemilla nafarroana är en rosväxtart som beskrevs av S.E. Fröhner. Alchemilla nafarroana ingår i släktet daggkåpor, och familjen rosväxter. Inga underarter finns listade i Catalogue of Life.